# 福助工業
福助工業株式会社（ふくすけこうぎょう）は、愛媛県四国中央市に本社を置く軽包装資材のメーカー。レジ袋の生産量では全国一を誇る。

## 会社概要
- 本社： 愛媛県四国中央市
- 事業： ポリエチレン製品、紙製品の製造・販売

### 沿革
- 1910年（明治43年）3月 - 創業
- 1949年（昭和24年）4月 - 設立

## 歴史
- 1910年に井上小次郎が松柏村（現四国中央市）に水引、元結を製造する家内制手工業を創業、戦後の1950年にのし紙、紙袋などを製造するようになった[1]。
- 1960年に福助工業に社名を変更、いざなぎ景気の最中の1967年にポリエチレン製品の製造を開始[2]、高度経済成長期に急増したスーパーマーケットのレジ袋に利用されるようになったポリエチレン袋は、水に濡れても破れにくいため、会社は大きく成長した[1][2]。
- 1973年の石油危機直後の1974年には、他社に先駆けて従来の1/2から1/3となる約10マイクロメートルの極薄の規格袋を開発、その後レジ袋では約2割、業務用規格袋では約3割のシェアを獲得している[1]。
- 1994年の中国天津市を皮切りに、1996年にはインドネシア、2004年には上海市にも進出した。
- 2008年には、ユニーとの提携でレジ袋のリサイクルシステムも構築した[1]。
- 2019年に、土や海でも微生物の働きにより9割超の生分解が可能なレジ袋を開発。[3][4][5][6]。海中でも分解可能なものとして世界初の素材となる。2020年夏に商用販売される。

## 主な事業所
- 本社工場 - 愛媛県四国中央市村松町190
- 埼玉工場 - 埼玉県児玉郡美里町小茂田621
- 三重工場 - 三重県いなべ市藤原町下相場692-1
- 馬路工場 - 徳島県三好市池田町馬路久保14-1
- 井ノ久保工場 - 徳島県三好市池田町白地井ノ久保1043
- 津根工場 - 愛媛県四国中央市土居町津根3570-1
- 土居工場 - 愛媛県四国中央市土居町土居2616
- 関川工場 - 愛媛県四国中央市土居町畑野36-3
- ラミネート工場 - 愛媛県四国中央市土居町畑野36-1
- 新居浜工場 - 愛媛県新居浜市多喜浜6-11-47
- 大分工場 - 大分県大分市大字三佐字八幡島1837